# Carlos Pachamé
Carlos Oscar Pachamé (25 de fevereiro de 1944) é um treinador de futebol e ex-futebolista profissional argentino que atuava como meia.

## Carreira
Carlos Pachamé se profissionalizou no 	Estudiantes.

## Seleção
Carlos Pachamé comandou a Seleção Argentina de Futebol nos Jogos Olímpicos de 1988, de Seul.

## Títulos
Estudiantes de La Plata
- Argentine Primera: 1967
- Copa Libertadores da América: 1968, 1969, 1970
- Copa Intercontinental: 1968
- Copa Interamericana: 1969